# Copa Salta
La Copa Salta es una competencia de fútbol, organizada por la Secretaría de Deportes de la Provincia de Salta, en la cual compiten los clubes más importantes de cada una de las nueve Ligas Regionales pertenecientes a la provincia.
Su primera edición se realizó en 2019. El club ganador se corona con el título de "Campeón Provincial" y se clasifica para participar en la Copa Norte de Fútbol, además de obtener el derecho a participar en el próximo Torneo Regional Federal Amateur, si aun no se hubiese clasificado.
El Torneo Copa Salta tiene como objetivo contribuir con las Ligas y Clubes de la Provincia, brindándoles la posibilidad de formar planteles profesionales, y contextualizar lo deportivo en un evento formal.
Desde 2021, tiene edición de futbol femenino.

## Forma de disputa
Con la participación de las 9 ligas afiliadas al Consejo Federal, 36 equipos toman parte de la competición, implementándose la eliminación por el sistema de play-offs a doble partido. Todos los equipos que superen fases de eliminación, reciben dinero en efectivo como premio.
La Gran Final se disputa a partido único en sede neutral. El campeón obtendrá $500.000 por salir victorioso, y el derecho a participar en la Copa Norte, torneo que enfrenta a los campeones vigentes de Copa Salta y Copa Jujuy. Además, obtiene un cupo en el próximo Torneo Regional Regional Amateur, si aun no se hubiese clasificado.

## Campeones
| Edición | Campeón                                        | Final Resultados                               | Subcampeón                                     | Semifinalistas                                 | Semifinalistas                                 |
| ------- | ---------------------------------------------- | ---------------------------------------------- | ---------------------------------------------- | ---------------------------------------------- | ---------------------------------------------- |
| 2019    | C.D. Villa San Antonio                         | 1 - 0                                          | C.A. Barrio Obrero                             | C.A. Pellegrini                                | C.S.y D. Río Dorado                            |
| —2020—  | No disputado debido a la Pandemia del COVID-19 | No disputado debido a la Pandemia del COVID-19 | No disputado debido a la Pandemia del COVID-19 | No disputado debido a la Pandemia del COVID-19 | No disputado debido a la Pandemia del COVID-19 |
| 2021    | C. Deportivo La Merced                         | 1 (3) - 1 (2)                                  | C.S. y Deportivo Y.P.F.                        | C. Cam. Arg. del Norte                         | C. Juventud Antoniana                          |
| 2022    | C.D. Villa San Antonio                         | 3 - 1                                          | C. Cam. Arg. del Norte                         | C. Deportivo La Merced                         | C.S. y Deportivo Y.P.F.                        |
| 2023    | C. Deportivo La Merced                         | 2 - 1                                          | C.S. y Deportivo Aviación                      | C.A. Sportivo Pocitos                          | C.A. Mitre                                     |
| 2024    | C.S. y Deportivo Aviación                      | 2 (6) - 2 (5)                                  | C.A. Sportivo Pocitos                          | C.Atlético Chicoana                            | C.A. Pellegrini                                |

## Estadísticas

### Títulos por equipo
| Equipo                             | Títulos    | Subtítulos |
| ---------------------------------- | ---------- | ---------- |
| C.D. Villa San Antonio             | 2019, 2022 | -          |
| C. Deportivo La Merced             | 2021, 2023 | -          |
| C.S. y Deportivo Aviación          | 2024       | 2023       |
| C.S. y Deportivo Y.P.F.            | -          | 2021       |
| C. Camioneros Argentinos del Norte | -          | 2022       |
| C.A. Sportivo Pocitos              | -          | 2024       |
| C.A. Barrio Obrero                 | -          | 2019       |

### Títulos por Liga
| Equipo                                             | Títulos | Subtítulos |
| -------------------------------------------------- | ------- | ---------- |
| Liga Salteña de Fútbol                             | 2       | 1          |
| Liga de Fútbol del Valle de Lerma                  | 2       | -          |
| Liga Regional de Fútbol del Bermejo                | 1       | 1          |
| Liga Anteña de Fútbol                              | -       | 2          |
| Liga Departamental de Fútbol de General San Martín | -       | 1          |

Máximas goleadas
- Deportivo La Merced 9 - 0 Rivadavia (Molinos) - Primera Fase edición 2021 - Vuelta
- Rivadavia (Molinos) 1 - 8 Deportivo La Merced - Primera Fase edición 2021 - Ida
Resultado Global: Deportivo La Merced 17 - 1 Rivadavia (Molinos)

- Deportivo El Galpón 7 - 2 80 Viviendas F.C.  - Primera Fase edición 2019 - Vuelta
Resultado Global: Deportivo El Galpón 10 - 4 80 Viviendas F.C.

- Villa San Antonio 7 - 2 Unión Güemes - Segunda Fase edición 2019 - Vuelta
Resultado Global: Villa San Antonio 9 - 3 Unión Güemes

Clásicos disputados
Clásico de Rosario de Lerma
- Segunda Fase edición 2021: Clasifica Olimpia Oriental -  Resultado global: Olimpia Oriental 3 - 2 Juventud Unida